# 1285 Julietta
1285 Julietta eller 1933 QF är en asteroid i huvudbältet som upptäcktes 21 augusti 1933 av den belgiske astronomen Eugène Joseph Delporte i Uccle. Den har fått sitt namn efter upptäckarens moder.
Asteroiden har en diameter på ungefär 42 kilometer.